# Cámara de Diputados de Formosa
La Cámara de Diputados de la Provincia es la cámara que forma el Congreso de la Provincia de Formosa. Tiene 30 escaños, los cuales deben ajustarse a los resultados de cada censo efectuado cada 10 años, sin que pueda disminuir el número de escaños para cada distrito.
La mitad de sus miembros se renueva por elección popular cada dos años para un período de cuatro años. Los diputados representan directamente al pueblo de la Provincia en distrito único.
El presidente de la Cámara es el vicegobernador de la provincia. Desde el 10 de diciembre de 2019, dicho cargo es desempeñado por Eber Wilson Solís.

## Atribuciones
Según la Constitución provincial: 

Art. 120.- Corresponde al Poder Legislativo las siguientes atribuciones: 
1) Aprobar o rechazar acuerdos, convenios o tratados con la Nación, las demás Provincias o Estados Extranjeros. Por dos tercios de votos de la totalidad de sus miembros podrá aprobar tratados de integración regional con otras Provincias que atribuyan competencia y jurisdicción a órganos administrativos regionales, en condiciones de reciprocidad e igualdad, conforme a los principios de la Constitución Nacional. Las normas dictadas en su consecuencia tendrán jerarquía superior a las leyes.
2) Prestar, en período de sesiones ordinarias, acuerdos para los nombramientos que esta Constitución exija, entendiéndose prestado el acuerdo si dentro de los treinta días de recibida la comunicación, la Cámara no se hubiese expedido.
3) Establecer las bases, tipos y modalidades de recaudación de los tributos de toda clase. Su monto se fijará equitativa, proporcional y progresivamente, de acuerdo con la finalidad perseguida o con el valor de los bienes o de sus rentas.
4) Solicitar al Poder Ejecutivo un informe sobre las operaciones de créditos celebradas.
5) Preparar su presupuesto anual para el ejercicio siguiente, adecuado a las pautas contenidas en el presupuesto general y remitirlo al Poder Ejecutivo sesenta días antes de la finalización del período de sesiones ordinarias.
6) Fijar anualmente el Presupuesto General de Gastos y Cálculo de Recursos de la Administración, incluyendo en él todos los servicios ordinarios, aun cuando hayan sido autorizados por leyes especiales, como los extraordinarios, las que no serán cumplidas mientras no se hubieren consignado en el presupuesto las partidas correspondientes para su ejecución.
7) Sancionado un presupuesto, seguirá en vigencia en sus partidas ordinarias hasta la sanción de otro; la Cámara, al dictar esta ley, no podrá aumentar los sueldos ni gastos parciales proyectados por el Poder Ejecutivo.
8) Aprobar o rechazar, en sesiones ordinarias, las cuentas de inversión, que el Poder Ejecutivo remitirá dentro de los primeros sesenta días de las mismas.
9) Conceder amnistías por delitos políticos.
10) Otorgar subsidios a las municipalidades y comisiones de fomento, cuyas rentas no alcancen a cubrir sus gastos ordinarios. Acordar participación a las municipalidades o comisiones de fomento en la coparticipación federal que perciba la Provincia por tal concepto, de conformidad con la ley que se dicte al respecto.
11) Dictar la Ley Orgánica Municipal y disponer la creación de villas y ciudades.
12) Tomar juramento al Gobernador y al Vicegobernador.
13) Resolver sobre la licencia del Gobernador y del Vicegobernador para salir fuera de la Provincia, cuando sus ausencias abarquen períodos mayores a quince días o a cinco días si fueran simultáneas.
14) Determinar el personal y dotación de la Cámara.
15) Crear y suprimir empleos no establecidos en esta Constitución.
16) Legislar sobre el uso y enajenación de la tierra pública y demás bienes de la Provincia; declarar los casos de utilidad pública para la expropiación.
17) Dictar la ley general de Colonización y las demás leyes necesarias que establezcan las bases y políticas que deberá seguir la Administración para promover el fomento y diversificación de la producción, de los medios de transporte y canales navegables, estimular las organizaciones mutualistas, cooperativas y de cualquier otra forma que se asienten en el principio de la solidaridad social, promover la mejor distribución de la riqueza, la igualdad de posibilidades y el acceso a la propiedad productiva, alentar el ahorro popular y las viviendas económicas; la concesión de los servicios públicos provinciales, manteniendo el principio de la titularidad estatal del servicio, su regulación y control; facilitar la introducción y establecimiento de nuevas industrias, importación de capitales y explotación de sus ríos, conforme con el artículo 38.
18) Dictar la Ley Integral de Educación y el Estatuto Docente, de acuerdo con los principios establecidos en esta Constitución.
19) Dictar el Estatuto General del Empleado Público Provincial, conforme con los principios establecidos en esta Constitución.
20) Autorizar la cesión gratuita de tierras de la Provincia para objeto de utilidad pública nacional, provincial o municipal, con dos tercios de votos; y con unanimidad de votos de la totalidad de la Cámara cuando dicha cesión importe desmembramiento del territorio o abandono de jurisdicción dentro de los límites prescriptos por la Constitución Nacional.
21) Crear el Banco Oficial de la Provincia; aprobar las modificaciones de su Carta Orgánica y autorizar el establecimiento de otras instituciones de crédito.
22) Declarar la necesidad de reforma de esta Constitución, en la forma que en la misma se determina.
23) Dictar leyes de imprenta, que de ninguna manera signifiquen restricciones a la liberad de expresión; de procedimientos judiciales, penitenciarios, de responsabilidad de los funcionarios públicos, de policía, de materia rural o industrial, de procedimiento administrativo y contencioso administrativo; códigos: de aguas, bromatológico y de alimentos; ley de hidrocarburos, reglamentación de las profesiones liberales y de los colegios profesionales; de represión del juego; de elecciones, de jubilaciones y pensiones por servicios prestados a la Provincia, y todas las que sean necesarias para hacer efectivas las disposiciones y principios de esta Constitución.
24) Convocar a elecciones provinciales si el Poder Ejecutivo no lo hiciere con la anticipación determinada por la ley.
25) Aceptar o rechazar la renuncia del Gobernador y del Vicegobernador y, por dos tercios de la totalidad de sus miembros, declarar los casos de imposibilidad física o mental de los mismos.
26) Dictar la ley de creación del Registro del Estado Civil de las Personas y la Ley Orgánica de la Justicia.
27) Dictar el Estatuto de los Partidos Políticos, sin perjuicio del derecho de asociación y propaganda.
28) Determinar la división política de la Provincia, fijando el número de Departamentos, de acuerdo con las siguientes bases: población, accidentes naturales, vías de comunicación y extensión.
29) Participar en las licitaciones públicas con dos representantes de la Legislatura Provincial; uno por la mayoría o primera minoría, y otro por la minoría siguiente, tanto en la etapa de preadjudicación como en el control de la ejecución; así como organizar el control de gestión y seguimiento de los diversos actos, contratos y obras en ejecución a través de las comisiones legislativas, las que serán integradas por representantes de todos los bloques, en forma tal que refleje la composición de la Cámara.
30) Otorgar acuerdo legislativo para las designaciones o nombramientos expresamente establecidos en esta Constitución.
31) Invitar a los diputados y senadores nacionales para informar una vez por año y antes de que finalice el período de sesiones ordinarias, sobre su actuación legislativa como representantes del pueblo y del Estado Provincial.
32) Crear el Consejo de la Magistratura determinando su composición, el que tendrá a su cargo formular la propuesta de jueces y funcionarios del Poder Judicial, cuya designación deba efectuar la Legislatura.

## Requisitos para ser Diputado
Según la Constitución de la Provincia de Formosa:

Art. 104.- Para ser Diputado se requiere:
1) Ser ciudadano argentino, o naturalizado con seis años en el ejercicio de la ciudadanía.
2) Haber cumplido veintiún años de edad.
3) Tener seis años de residencia inmediata en la Provincia, si no se ha nacido en ella. A tales efectos no causa interrupción la ausencia motivada por el ejercicio de funciones políticas o técnicas al servicio del Gobierno Federal o de la Provincia.

## Presidencia de la Legislatura
Según la Constitución provincial:

Art. 134.- El Vicegobernador es el Presidente Nato de la Legislatura, y reemplaza al Gobernador por el resto del período legal en caso de muerte, destitución o renuncia, o hasta que haya cesado la inhabilidad en caso de imposibilidad física o mental, suspensión o ausencia.

## Comisiones permanentes
La Cámara de Diputados de la provincia posee las siguientes Comisiones Permanentes:
- Asuntos Agropecuarios, Forestales y de Minería
- Asuntos de Desarrollo Social, Cultura y Educación
- Asuntos del Trabajo, Gremiales y Previsionales
- Asuntos Económicos y de Obras Públicas
- Asuntos Municipales, Peticiones, Poderes y Reglamento
- Asuntos Regionales, Zona Franca, MERCOSUR y Convenios Internacionales
- Ecología y Medio Ambiente
- Legislación y Asuntos Constitucionales
- Multisectorial de Emergencia del Río Pilcomayo
- Promoción, Desarrollo y Calidad
- Turística
- Salud Pública y Drogadicción

## Sede

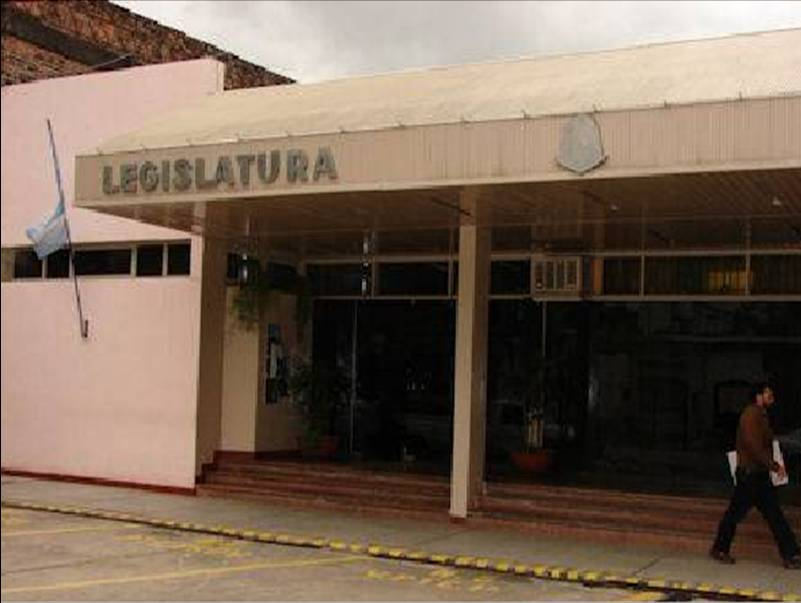
Acceso sobre calle Uriburu.

La Honorable Legislatura de la Provincia de Formosa, tiene su sede ubicada sobre la callae José M. Uriburu 241 de la Ciudad de Formosa
A fines de los años 80, se proyectó la construcción de lo que sería el Palacio Legislativo de la Provincia de Formosa; el mismo comenzó a construirse en inmediaciones de la Plaza San Martín.
Sin embargo, una vez terminada la estructura de las 8 plantas que el edificio iba a tener; por cuestiones económicas su construcción fue paralizada. En 2014 durante el gobierno del peronista Gildo Insfrán las obras fueron reactivadas.

## Composición actual (2023-2025)
| Diputado                        | Bloque | Bloque                       | Inicio del Mandato | Fin del Mandato |
| ------------------------------- | ------ | ---------------------------- | ------------------ | --------------- |
| Mara Elisa Amarilla Venturini   |        | Frente Amplio Formoseño      | 2023               | 2027            |
| Juan Carlos Amarilla            |        | Frente Amplio Formoseño      | 2023               | 2027            |
| Adrián Floro Bogado             |        | Frente Amplio Formoseño      | 2021               | 2025            |
| Armando Felipe Cabrera          |        | Partido Justicialista        | 2023               | 2027            |
| Ana Cristina Costa Ankenbrand   |        | Frente Amplio Formoseño      | 2023               | 2027            |
| Blanca Beatriz Denis            |        | Partido Justicialista        | 2023               | 2025            |
| Clara Graciela Doroñuc          |        | Partido Justicialista        | 2023               | 2027            |
| Estela del Carmen Escobar       |        | Partido Justicialista        | 2021               | 2025            |
| Hugo Orlando García             |        | Partido Justicialista        | 2023               | 2027            |
| María Elena García              |        | Partido Justicialista        | 2023               | 2027            |
| Viviana Griselda Guzmán         |        | Partido Justicialista        | 2021               | 2025            |
| Aldo Ingolotti                  |        | Partido Justicialista        | 2021               | 2025            |
| Carlos Hugo Insfrán             |        | Partido Justicialista        | 2023               | 2027            |
| Yanina Insfrán                  |        | Partido Justicialista        | 2023               | 2027            |
| Sinforiano López                |        | Partido Justicialista        | 2023               | 2027            |
| Inés Beatriz Lotto              |        | Partido Justicialista        | 2023               | 2027            |
| Elida Emilia Maciel             |        | Libertad, Progreso y Trabajo | 2023               | 2027            |
| Cristina Susana Mirassou        |        | Partido Justicialista        | 2023               | 2027            |
| Miguel Alfredo Montoya          |        | Frente Amplio Formoseño      | 2021               | 2025            |
| Rafael Alejandro Ceferino Navas |        | Partido Justicialista        | 2021               | 2025            |
| Ana Gabriela Neme               |        | Frente Amplio Formoseño      | 2021               | 2025            |
| Enrique Eduardo Ramírez         |        | Frente Amplio Formoseño      | 2021               | 2025            |
| Jorge Román                     |        | Partido Justicialista        | 2021               | 2025            |
| Agustín Samaniego               |        | Partido Justicialista        | 2021               | 2025            |
| Azucena del Valle Santillán     |        | Partido Justicialista        | 2021               | 2025            |
| Pablo Alcides Sosa              |        | Partido Justicialista        | 2023               | 2027            |
| Rodrigo Emmanuel Vera           |        | Partido Justicialista        | 2021               | 2025            |
| Agostina Villaggi               |        | Frente Amplio Formoseño      | 2021               | 2025            |
| Carla Silvina Zaiser            |        | Frente Amplio Formoseño      | 2021               | 2025            |
| Irma Emilia Zaragoza            |        | Partido Justicialista        | 2023               | 2027            |

## Composición histórica
| 2021-2023                       | 2021-2023 | 2021-2023               | 2021-2023          | 2021-2023       |
| Diputado                        | Bloque    | Bloque                  | Inicio del Mandato | Fin del Mandato |
| ------------------------------- | --------- | ----------------------- | ------------------ | --------------- |
| Juan Carlos Amarilla            |           | Frente Amplio Formoseño | 2019               | 2023            |
| Miguela Patricia Argüello       |           | Floro Eleuterio Bogado  | 2019               | 2023            |
| Adrián Floro Bogado             |           | Floro Eleuterio Bogado  | 2021               | 2025            |
| Otilia Brítez                   |           | Partido Justicialista   | 2019               | 2023            |
| Armando Felipe Cabrera          |           | Partido Justicialista   | 2019               | 2023            |
| Estela del Carmen Escobar       |           | Partido Justicialista   | 2021               | 2025            |
| Delia Teresa del Carmen Galván  |           | Partido Justicialista   | 2021               | 2023            |
| Viviana Griselda Guzmán         |           | Partido Justicialista   | 2021               | 2025            |
| Aldo Ingolotti                  |           | Partido Justicialista   | 2021               | 2025            |
| Carlos Hugo Insfrán             |           | Partido Justicialista   | 2019               | 2023            |
| Yanina Insfrán                  |           | Partido Justicialista   | 2019               | 2023            |
| Sinforiano López                |           | Partido Justicialista   | 2019               | 2023            |
| Luis Eduardo López Guaymás      |           | Partido Justicialista   | 2019               | 2023            |
| Inés Beatriz Lotto              |           | Partido Justicialista   | 2019               | 2023            |
| Noelia Ramona Luna              |           | Frente Amplio Formoseño | 2019               | 2023            |
| Miguel Alfredo Montoya          |           | Frente Amplio Formoseño | 2021               | 2025            |
| Rafael Alejandro Ceferino Navas |           | Partido Justicialista   | 2021               | 2025            |
| Ana Gabriela Neme               |           | Floro Eleuterio Bogado  | 2021               | 2025            |
| Enrique Eduardo Ramírez         |           | Frente Amplio Formoseño | 2021               | 2025            |
| Eleuteria Roa                   |           | Partido Justicialista   | 2019               | 2023            |
| Jorge Román                     |           | Partido Justicialista   | 2021               | 2025            |
| Agustín Samaniego               |           | Partido Justicialista   | 2021               | 2025            |
| Azucena del Valle Santillán     |           | Partido Justicialista   | 2021               | 2025            |
| Rodrigo Emmanuel Vera           |           | Partido Justicialista   | 2021               | 2025            |
| Agostina Villaggi               |           | Frente Amplio Formoseño | 2021               | 2025            |
| Roberto Domingo Vízcaíno Braida |           | Partido Justicialista   | 2019               | 2023            |
| Carla Silvina Zaiser            |           | Frente Amplio Formoseño | 2021               | 2025            |
| Irma Emilia Zaragoza            |           | Partido Justicialista   | 2019               | 2023            |
| Osvaldo Omar Zárate             |           | Frente Amplio Formoseño | 2019               | 2023            |
| Jorge Luis Zarza                |           | Partido Justicialista   | 2019               | 2023            |

| 2019-2021                          | 2019-2021 | 2019-2021               | 2019-2021          | 2019-2021       |
| Diputado                           | Bloque    | Bloque                  | Inicio del Mandato | Fin del Mandato |
| ---------------------------------- | --------- | ----------------------- | ------------------ | --------------- |
| Juan Carlos Amarilla               |           | Frente Amplio Formoseño | 2019               | 2023            |
| Silvia Alejandra Andraus Mateo     |           | Floro Eleuterio Bogado  | 2017               | 2021            |
| Miguela Patricia Argüello          |           | Floro Eleuterio Bogado  | 2019               | 2023            |
| Margarita María Inés Batista       |           | Partido Justicialista   | 2017               | 2021            |
| Otilia Britez                      |           | Partido Justicialista   | 2019               | 2023            |
| Juan Domingo Caballero             |           | Partido Justicialista   | 2017               | 2021            |
| Armando Felipe Cabrera             |           | Partido Justicialista   | 2019               | 2023            |
| Ricardo Rodolfo Carbajal Zieseniss |           | Frente Amplio Formoseño | 2017               | 2021            |
| Carlos Hugo Insfrán                |           | Partido Justicialista   | 2019               | 2023            |
| Yanina Insfrán                     |           | Partido Justicialista   | 2019               | 2023            |
| Sinforiano López                   |           | Partido Justicialista   | 2019               | 2023            |
| Luis Eduardo López Guaymás         |           | Partido Justicialista   | 2019               | 2023            |
| Inés Beatriz Lotto                 |           | Partido Justicialista   | 2019               | 2023            |
| Noelia Ramona Luna                 |           | Frente Amplio Formoseño | 2019               | 2023            |
| Adrián José Eduardo Malgarini      |           | Frente Amplio Formoseño | 2017               | 2021            |
| Mirta Amanda Márquez               |           | Partido Justicialista   | 2017               | 2021            |
| Stella Mirna Molinas               |           | Frente Amplio Formoseño | 2017               | 2021            |
| Rafael Alejandro Ceferino Navas    |           | Partido Justicialista   | 2017               | 2021            |
| Jorge José Ramón Nielsen           |           | Partido Justicialista   | 2017               | 2021            |
| Enrique Eduardo Ramírez            |           | Frente Amplio Formoseño | 2017               | 2021            |
| Eleuteria Roa                      |           | Partido Justicialista   | 2019               | 2023            |
| Jorge Román                        |           | Partido Justicialista   | 2017               | 2021            |
| Agustín Samaniego                  |           | Partido Justicialista   | 2017               | 2021            |
| Celso Servín                       |           | Partido Justicialista   | 2017               | 2021            |
| Andrea Roxana Tassel               |           | Frente Amplio Formoseño | 2017               | 2021            |
| Rodrigo Emmanuel Vera              |           | Partido Justicialista   | 2017               | 2021            |
| Roberto Domingo Vízcaíno Braida    |           | Partido Justicialista   | 2019               | 2023            |
| Irma Emilia Zaragoza               |           | Partido Justicialista   | 2019               | 2023            |
| Osvaldo Omar Zárate                |           | Frente Amplio Formoseño | 2019               | 2023            |
| Jorge Luis Zarza                   |           | Partido Justicialista   | 2019               | 2023            |

| 2017-2019                          | 2017-2019 | 2017-2019                  | 2017-2019          | 2017-2019       |
| Diputado                           | Bloque    | Bloque                     | Inicio del Mandato | Fin del Mandato |
| ---------------------------------- | --------- | -------------------------- | ------------------ | --------------- |
| Silvia Alejandra Andraus Mateo     |           | Partido Justicialista      | 2017               | 2021            |
| Margarita María Inés Batista       |           | Partido Justicialista      | 2017               | 2021            |
| Adrián Floro Bogado                |           | Partido Justicialista      | 2015               | 2019            |
| Otilia Britez                      |           | Partido Justicialista      | 2015               | 2019            |
| Juan Domingo Caballero             |           | Partido Justicialista      | 2017               | 2021            |
| Armando Felipe Cabrera             |           | Partido Justicialista      | 2015               | 2019            |
| Ricardo Rodolfo Carbajal Zieseniss |           | Frente Amplio Formoseño    | 2017               | 2021            |
| Mirta Haydeé Guerra                |           | Partido Justicialista      | 2015               | 2019            |
| Carlos Hugo Insfrán                |           | Partido Justicialista      | 2015               | 2019            |
| Luis Eduardo López Guaymás         |           | Partido Justicialista      | 2015               | 2019            |
| Noelia Ramona Luna                 |           | Frente Amplio Formoseño    | 2015               | 2019            |
| Antonella Maglietti                |           | Frente Amplio Formoseño    | 2015               | 2019            |
| Adrián José Eduardo Malgarini      |           | Frente Amplio Formoseño    | 2017               | 2021            |
| Mirta Amanda Márquez               |           | Partido Justicialista      | 2017               | 2021            |
| Ricardo Mendoza                    |           | Partido Justicialista      | 2015               | 2019            |
| Stella Mirna Molinas               |           | Frente Amplio Formoseño    | 2017               | 2021            |
| Sara Delia Monzón                  |           | Partido Justicialista      | 2015               | 2019            |
| Rafael Alejandro Ceferino Navas    |           | Partido Justicialista      | 2017               | 2021            |
| Jorge José Ramón Nielsen           |           | Partido Justicialista      | 2017               | 2021            |
| Enrique Eduardo Ramírez            |           | Frente Amplio Formoseño    | 2017               | 2021            |
| Jorge Román                        |           | Partido Justicialista      | 2017               | 2021            |
| Robustiano Saliva                  |           | Frente Renovador Peronista | 2015               | 2019            |
| Agustín Samaniego                  |           | Partido Justicialista      | 2017               | 2021            |
| Celso Servín                       |           | Partido Justicialista      | 2017               | 2021            |
| Eber Wilson Solís                  |           | Partido Justicialista      | 2015               | 2019            |
| Andrea Roxana Tassel               |           | Frente Amplio Formoseño    | 2017               | 2021            |
| Rodrigo Emmanuel Vera              |           | Partido Justicialista      | 2017               | 2021            |
| Roberto Domingo Vizcaíno Braida    |           | Partido Justicialista      | 2015               | 2019            |
| Irma Emilia Zaragoza               |           | Partido Justicialista      | 2015               | 2019            |
| Osvaldo Omar Zárate                |           | Frente Amplio Formoseño    | 2015               | 2019            |

| 2015-2017                          | 2015-2017 | 2015-2017               | 2015-2017          | 2015-2017       |
| Diputado                           | Bloque    | Bloque                  | Inicio del Mandato | Fin del Mandato |
| ---------------------------------- | --------- | ----------------------- | ------------------ | --------------- |
| Silvia Alejandra Andraus Mateo     |           | Partido Justicialista   | 2013               | 2017            |
| Margarita María Inés Batista       |           | Partido Justicialista   | 2013               | 2017            |
| Adrián Floro Bogado                |           | Partido Justicialista   | 2015               | 2019            |
| Otilia Britez                      |           | Partido Justicialista   | 2015               | 2019            |
| Juan Domingo Caballero             |           | Partido Justicialista   | 2013               | 2017            |
| Armando Felipe Cabrera             |           | Partido Justicialista   | 2015               | 2019            |
| Timoteo Carbajal                   |           | Frente Amplio Formoseño | 2013               | 2017            |
| Ricardo Rodolfo Carbajal Zieseniss |           | Frente Amplio Formoseño | 2013               | 2017            |
| Rubén Chávez                       |           | Partido Justicialista   | 2013               | 2017            |
| María Cristina Erico               |           | Frente Amplio Formoseño | 2013               | 2017            |
| Luis Eduardo López Guaymás         |           | Partido Justicialista   | 2015               | 2019            |
| Mirta Haydeé Guerra                |           | Partido Justicialista   | 2015               | 2019            |
| Carlos Hugo Insfrán                |           | Partido Justicialista   | 2015               | 2019            |
| Noelia Ramona Luna                 |           | Frente Amplio Formoseño | 2015               | 2019            |
| Antonella Maglietti                |           | Frente Amplio Formoseño | 2015               | 2019            |
| Ricardo Mendoza                    |           | Partido Justicialista   | 2015               | 2019            |
| Stella Mirna Molinas               |           | Frente Amplio Formoseño | 2013               | 2017            |
| Sara Delia Monzón                  |           | Partido Justicialista   | 2015               | 2019            |
| Jorge Román                        |           | Partido Justicialista   | 2013               | 2017            |
| Robustiano Saliva                  |           | Frente Amplio Formoseño | 2015               | 2019            |
| Agustín Samaniego                  |           | Partido Justicialista   | 2013               | 2017            |
| Selso Servín                       |           | Partido Justicialista   | 2013               | 2017            |
| Abraham Skierker                   |           | Frente Amplio Formoseño | 2013               | 2017            |
| Eber Wilson Solís                  |           | Partido Justicialista   | 2015               | 2019            |
| Antonio Taboada                    |           | Partido Justicialista   | 2013               | 2017            |
| Rodrigo Emmanuel Vera              |           | Partido Justicialista   | 2013               | 2017            |
| Roberto Domingo Vizcaíno Braida    |           | Partido Justicialista   | 2015               | 2019            |
| Irma Emilia Zaragoza               |           | Partido Justicialista   | 2015               | 2019            |
| Osvaldo Omar Zárate                |           | Frente Amplio Formoseño | 2015               | 2019            |